# Heber J. Grant
Heber Jeddy Grant (22 de noviembre de 1856 – 14 de mayo de 1945) fue un religioso estadounidense, séptimo presidente de La Iglesia de Jesucristo de los Santos de los Últimos Días desde 1918, cuando falleció su predecesor Joseph F. Smith, hasta su muerte en 1945. Llegó a ser el presidente más antiguo de la Iglesia durante el siglo XX y está considerado, por los seguidores de su Iglesia, como un profeta, vidente y revelador de Dios, con derecho a la revelación en favor de todo el género humano.

## Vida
Grant nació en Salt Lake City, Territorio de Utah de padres Jedediah Morgan Grant y Rachel Ridgeway Ivins Grant. Su padre sirvió en la Primera Presidencia como primer consejero del presidente Brigham Young. Jedediah murió a los nueve días de nacido Heber.
Rachel Grant era nativa de Nueva Jersey, donde se había convertido a la Iglesia SUD alrededor de sus 20 años. Su primo y más tarde el cuñado (se casó con su hermana mayor Anna), Israel Ivins, fue la primera persona que se bautizó como miembro de esa Iglesia en Nueva Jersey.
| Predecesor: Joseph F. Smith | Presidente de La Iglesia de Jesucristo de los Santos de los Últimos Días 23 de noviembre de 1918 - 14 de mayo de 1945 | Sucesor: George Albert Smith |

- Datos: Q1392562
- Multimedia: Heber J. Grant / Q1392562